# Capitoli di Claymore

Copertina del quinto volume dell'edizione italiana

Questa è la lista dei capitoli di Claymore, manga scritto e disegnato da Norihiro Yagi. Il primo episodio dell'opera è stato pubblicato da Shūeisha a partire da maggio 2001 sulla rivista Monthly Shōnen Jump, mentre i successivi sono apparsi prima su Weekly Shōnen Jump a cadenza mensile e poi sul mensile Jump Square in seguito all'interruzione della prima testata. La serie si è conclusa dopo 155 capitoli, il 4 ottobre 2014. I capitoli sono stati raccolti da Shueisha in 27 volumi tankōbon, pubblicati dal 5 gennaio 2002 al 4 dicembre 2014 a cadenza semestrale. In Italia il manga è pubblicato da Star Comics dal 9 giugno 2005.
La storia è ambientata in un mondo immaginario di tipo medievale in cui esistono dei mostri chiamati "Yoma", divoratori di esseri umani e capaci di assumerne l'aspetto. Contro questa minaccia, una misteriosa organizzazione senza nome spedisce delle guerriere per metà umane e per metà diaboliche chiamate "Claymore", capaci di sentire la presenza degli Yoma attraverso lo yoki ("forza diabolica" nell'edizione italiana) e di affrontarli in battaglia. La storia segue le avventure della Claymore Claire e delle sue compagne, nella lotta per contrastare il potere degli Yoma.
Nel 2007 ne è stata tratta una versione animata in 26 episodi, doppiata e trasmessa in italiano nel 2011-12, che ne riprende i primi 11 volumi.

## Volumi 1-10
| Nº | Titolo italiano Giapponese 「Kanji」 - Rōmaji | Data di prima pubblicazione         | Data di prima pubblicazione     |
| Nº | Titolo italiano Giapponese 「Kanji」 - Rōmaji | Giapponese                          | Italiano                        |
| 1  | La cacciatrice dagli occhi d'argento 「銀眼の惨殺者」 - Gingan no Zansatsusha | 5 gennaio 2002 ISBN 4-08-873220-0   | 9 giugno 2005 ISBN 8864205632   |
| 1  | Capitoli - 1. La cacciatrice dagli occhi d'argento (銀眼の惨殺者?, Gingan no zansatsusha) - 2. Gli artigli del cielo (天空の爪?, Tenkū no tsume) - 3. Il passato della strega (魔女の記憶?, Majo no kioku) - 4. La cartella nera (黒の書?, Kuro no sho) |                                     |                                 |
| 1  | Trama A causa dei recenti e sempre più frequenti attacchi da parte di uno Yoma, un demone mutaforma, il consiglio di autogoverno di un villaggio si è trovato costretto a ricorrere ai servizi di una Claymore, una donna-guerriera dai poteri straordinari con caratteristiche per metà umane e per metà demoniache. Un giovane ragazzo di nome Raki fa subito amicizia con la Claymore inviata al villaggio, la quale gli salva la vita quando lo Yoma lo aggredisce. Raki viene esiliato dai suoi stessi concittadini a causa del fatto di essere l'ultimo superstite della famiglia al cui interno si era celato lo Yoma, ed in quanto tale si presume — secondo una falsa credenza — che anche lui possa presto trasformarvisi perché rimasto per molto tempo a stretto contatto col mostro. La Claymore, che si presenta come Claire, gli salva nuovamente la vita e acconsente, dopo molte insistenze da parte del ragazzo, a far viaggiare Raki insieme a lei; il ragazzo si prende l'incarico di cucinare i pasti per entrambi. In seguito Rubel, il supervisore di Claire e l'uomo che organizza le sue missioni e la tiene sotto stretta sorveglianza, le consegna un cartoncino nero e la Claymore si dirige ad incontrarne il proprietario: Elena. La collega di Claire si trova in uno stato vicino al "Risveglio" e, per evitare che la propria coscienza umana soccomba davanti alla natura demoniaca insita in lei, si fa uccidere da Claire. |                                     |                                 |
| 2  | Tenebre nel santuario 「まほろばの闇」 - Mahoroba no yami | 1º maggio 2002 ISBN 4-08-873266-9   | 8 agosto 2005 ISBN 8864205640   |
| 2  | Capitoli - 5. Tenebre nel santuario 1 (まほろばの闇 Ⅰ?, Mahoroba no yami I) - 6. Tenebre nel santuario 2 (まほろばの闇 Ⅱ?, Mahoroba no yami II) - 7. Tenebre nel santuario 3 (まほろばの闇 Ⅲ?, Mahoroba no yami III) - 8. Tenebre nel santuario 4 (まほろばの闇 Ⅳ?, Mahoroba no yami IV) - 9. Tenebre nel santuario 5 (まほろばの闇 Ⅴ?, Mahoroba no yami V) |                                     |                                 |
| 2  | Trama Claire viene inviata in missione all'interno della città santa di Rabona, la cui legge però vieta alle Claymore — in quanto esseri sovrannaturali — di oltrepassare le mura cittadine. Per ovviare a tale divieto, Claire si trova costretta ad ingerire delle pillole che sopprimono i suoi tratti più specifici e riconoscibili, tra cui il colore argenteo degli occhi. Così mimetizzata però i tentativi di rintracciare lo Yoma risultano più difficoltosi, in quanto il farmaco che ha assunto non la rende più in grado di percepire l'aura o energia dello Yoma. Claire è ulteriormente distratta nelle sue perlustrazioni notturne dall'incontro imprevisto con Sid e Galk, due soldati che tentano di catturarla avendola immediatamente riconosciuta per una Claymore; diverranno in seguito suoi preziosi alleati dopo che la donna guerriera li salva da un agguato dello Yoma. Col loro aiuto Claire fa convocare tutti i sacerdoti presenti all'interno del Tempio in cui le apparizioni del mostro sono più frequenti; dopo che nessuno di loro risulta essere lo Yoma, Claire riesce ad intuire il suo vero nascondiglio e riesce, appena in tempo, a salvare per la quarta volta consecutiva la vita a Raki. |                                     |                                 |
| 3  | Teresa del sorriso 「微笑のテレサ」 - Bishō no Teresa | 1º novembre 2002 ISBN 4-08-873343-6 | 11 ottobre 2005 ISBN 8864205659 |
| 3  | Capitoli - 10. Tenebre nel santuario 6 (まほろばの闇 Ⅵ?, Mahoroba no yami VI) - 11. Tenebre nel santuario 7 (まほろばの闇 Ⅶ?, Mahoroba no yami VII) - 12. Teresa del sorriso 1 (微笑のテレサ Ⅰ?, Bishō no Teresa I) - 13. Teresa del sorriso 2 (微笑のテレサ Ⅱ?, Bishō no Teresa II) - 14. Teresa del sorriso 3 (微笑のテレサ Ⅲ?, Bishō no Teresa III) - 15. Teresa del sorriso 4 (微笑のテレサ Ⅳ?, Bishō no Teresa IV) |                                     |                                 |
| 3  | Trama Claire è riuscita a sconfiggere lo Yoma, ma per farlo ha dovuto espandere la propria energia fino ad un livello pericolosamente vicino a quello del non-ritorno; il processo la sta portando velocemente sull'orlo del Risveglio. Solamente grazie al supporto emotivo e morale di Raki, che non si rassegna a perderla così presto, Claire riesce a tornare infine al suo stato coscienziale normale. In un flashback Teresa, la più forte tra le Claymore del suo tempo, libera involontariamente una ragazzina muta dalla dipendenza di uno Yoma; vedendo Teresa come sua salvatrice, la giovane inizia a seguirla, nonostante i successivi rifiuti da parte della donna-guerriera di permetterle d'accompagnarla. Un giorno un bandito tenta di usare violenza sessuale sulla bambina, ma la piccola Claire si difende prima che Teresa, sul punto di infrangere la ferrea legge che stabilisce che nessuna delle guerriere Claymore possa mai togliere la vita ad un essere umano, metta in fuga il malintenzionato. Dopo questo fatto Claire ritrova la parola e rivela a Teresa di averla seguita perché aveva sentito provenire da essa il dolore di non avere alcuno scopo nella vita; sentimento provato anche da Claire. |                                     |                                 |
| 4  | Il marchio della morte 「死者の烙印」 - Shisha no rakuin | 1º maggio 2003 ISBN 4-08-873426-2   | 6 dicembre 2005 ISBN 8864205667 |
| 4  | Capitoli - 16. Teresa del sorriso 5 (微笑のテレサ Ⅴ?, Bishō no Teresa V) - 17. Teresa del sorriso 6 (微笑のテレサ Ⅵ?, Bishō no Teresa VI) - 18. Il marchio della morte 1 (死者の烙印 Ⅰ?, Shisha no rakuin I) - 19. Il marchio della morte 2 (死者の烙印 Ⅱ?, Shisha no rakuin II) - 20. Il marchio della morte 3 (死者の烙印 Ⅲ?, Shisha no rakuin III) - 21. Il marchio della morte 4 (死者の烙印 Ⅳ?, Shisha no rakuin IV) |                                     |                                 |
| 4  | Trama Dopo aver completato la missione in una cittadina di provincia, Teresa affida Claire ad una famiglia disposta ad adottarla e prendersi cura di lei. Appena se ne va, tuttavia, il gruppo di banditi incontrati precedentemente attacca il villaggio; temendo per la vita di Claire, Teresa torna velocemente sui suoi passi e, dopo aver veduto il corpo incosciente della giovane amica, per punire quegli uomini malvagi dell'inutile strage che stanno compiendo, li stermina tutti senza alcuna pietà. In conseguenza di ciò Teresa viene condannata alla pena capitale dall'Organizzazione a cui appartiene ma Teresa, evitati senza molto problemi i carnefici che dovrebbero eseguirla, sfugge all'esecuzione e porta via con sé Claire. Per punire quest'ulteriore atto d'insubordinazione Orsay, supervisore di Teresa, invia le quattro Claymore più forti dopo di lei al suo inseguimento, col compito di ucciderla: queste quattro, Priscilla, Irene, Noel e Sophia si gettano all'inseguimento e, trovatala, la attaccano. Ma anche dopo che tutte loro assieme espandono in contemporanea la propria energia demoniaca, vengono abbastanza facilmente sconfitte da Teresa e rese in breve tempo inoffensive. |                                     |                                 |
| 5  | Le tagliatrici 「斬り裂く者たち」 - Kirisakumono-tachi | 4 novembre 2003 ISBN 4-08-873529-3  | 9 febbraio 2006 ISBN 8864205675 |
| 5  | Capitoli - 22. Il marchio della morte 5 (死者の烙印 Ⅴ?, Shisha no rakuin V) - 23. Il marchio della morte 6 (死者の烙印 Ⅵ?, Shisha no rakuin VI) - 24. Il marchio della morte 7 (死者の烙印 Ⅶ?, Shisha no rakuin VII) - 25. Le tagliatrici 1 (斬り裂く者たち Ⅰ?, Kirisakumono-tachi I) - 26. Le tagliatrici 2 (斬り裂く者たち Ⅱ?, Kirisakumono-tachi II) - 27. Le tagliatrici 3 (斬り裂く者たち Ⅲ?, Kirisakumono-tachi III) |                                     |                                 |
| 5  | Trama Percependo chiaramente che le capacità di Priscilla avrebbero presto oltrepassato di gran lunga le proprie, Teresa sembrerebbe decisa ad ucciderla; ma poi, mostrando un moto di misericordia nei confronti della ragazza, la lascia in vita e se ne va con Claire. Ma la giovanissima numero 2, incapace d'accettar la sconfitta subita, insegueTeresa e travolta dalla rabbia oltrepassa il suo punto limite, espandendo così in maniera eccessiva e del tutto incontrollata il proprio Yoki. A seguito di ciò, Priscilla si trasforma in un risvegliato, un essere a metà tra un drago e un unicorno; decapitata Teresa, dopo aver ucciso anche Noel e Sofia e ferito gravemente Irene, vola via, lasciando dietro di sé una Claire inorridita che stringe tremante al petto la testa di Teresa. La ragazzina umana corre allora da uno dei membri dell'organizzazione pregandolo di trapiantare dentro d sé la carne e il sangue di Teresa di modo che possa lei stessa diventare una Claymore. Tornati al tempo presente Luvr, il supervisore di Claire, la invia ad una caccia al risvegliat, a cui partecipano anche altre tre guerriere, Miria, Helen e Denev. Tuttavia, con somma sorpresa delle guerriere il Risvegliato risulta essere un maschio: Helen e Denev, pur utilizzando le loro abilità, vengono facilmente sconfitte. |                                     |                                 |
| 6  | L'infinito segno tombale 「果てなき墓標」 - Hate-naki bohyō | 30 aprile 2004 ISBN 4-08-873603-6   | 10 aprile 2006 ISBN 8864205683  |
| 6  | Capitoli - 28. Le tagliatrici 4 (斬り裂く者たち Ⅳ?, Kirisakumono-tachi IV) - 29. Le tagliatrici 5 (斬り裂く者たち Ⅴ?, Kirisakumono-tachi V) - 30. Le tagliatrici 6 (斬り裂く者たち Ⅵ?, Kirisakumono-tachi VI) - 31. L'infinito segno tombale 1 (果てなき墓標 Ⅰ?, Hate-naki bohyō I) - 32. L'infinito segno tombale 2 (果てなき墓標 Ⅱ?, Hate-naki bohyō II) - 33. L'infinito segno tombale 3 (果てなき墓標 Ⅲ?, Hate-naki bohyō III) |                                     |                                 |
| 6  | Trama Neppure Miria, con la sua tecnica di velocità sovrumana, non sembra essere in grado da sola di sconfiggere l'avversario; allora Claire, rimasta fino ad allora in disparte avanza e usando la sua capacità di percezione dello Yoki altrui riesce ad evitare tutti gli attacchi del nemico, uscendone illesa. Infine le due, alleate, lo sconfiggono. Per tutto il tempo Ermita, uno dei membri superiori dell'Organizzazione, con l'aiuto del potere degli occhi di Galatea, era rimasto ad osservare con estrema attenzione tutte le fasi della battaglia. Miria intanto discute con le altre della sua teoria, ovvero che siano state appositamente inviate in una missione reputata suicida in quanto ognuna di loro poteva considerarsi come 'risvegliata parziale', avendo a suo tempo oltrepassato il limite, pur essendo state capaci poi di tornare indietro riuscendo così a mantener intatta la propria umanità. Stipulano così un patto segreto, giurandosi reciprocamente di sopravvivere fino al loro prossimo incontro: infine Miria avverte le compagne di stare quanto più possibile alla larga dalle prime cinque Claymore, in quanto con un potere troppo superiore al loro e capaci d'intuire la propria condizione di semi-risvegliate. Ma poco dopo Claire viene nuovamente mandata in missione a dar la caccia ad un altro Risvegliato, e questa volta si trova ad essere in coppia solo con Ofelia, la numero 4. Le tendenze omicide della Claymore costano quasi la vita al povero Raki, fino a che Claire non riesce a fuggire col ragazzo proprio quando giunge il Risvegliato che inizia il combattimento con Ofelia. |                                     |                                 |
| 7  | Le qualità per combattere 「闘う資格」 - Tatakau shikaku | 4 novembre 2004 ISBN 4-08-873675-3  | 12 giugno 2006 ISBN 8864205691  |
| 7  | Capitoli - 34. L'infinito segno tombale 4 (果てなき墓標 Ⅳ?, Hate-naki bohyō IV) - 35. L'infinito segno tombale 5 (果てなき墓標 Ⅴ?, Hate-naki bohyō V) - 36. L'infinito segno tombale 6 (果てなき墓標 Ⅵ?, Hate-naki bohyō VI) - 37. Le qualità per combattere 1 (闘う資格 Ⅰ?, Tatakau shikaku I) - 38. Le qualità per combattere 2 (闘う資格 Ⅱ?, Tatakau shikaku II) - 39. Le qualità per combattere 3 (闘う資格 Ⅲ?, Tatakau shikaku III) |                                     |                                 |
| 7  | Trama La fortissima Ofelia riesce facilmente a sbarazzarsi del mostro, e subito dopo procede con l'inseguimento di Claire, la quale invia Raki nella direzione opposta alla sua per permettergli di scampare alla pazza assassina; poco dopo viene raggiunta ed inizia un combattimento senza speranza per Claire. Perde il braccio destro e sta per essere uccisa quando appare come dal nulla una figura incappucciata. Ophelia non ci pensa due volte ad attaccare ma è presto sopraffatta dal misterioso personaggio che si rivela essere Irene (Illena): portata Claire a casa sua inizia ad insegnargli queòlla che è la sua abilità speciale ovvero la tecnica della spada fulminea. Intanto Ophelia, sconvolta dal fatto d'esser stata così vergognosamente battuta, attua il Risveglio. Al fine di consentire a Claire d'utilizzar correttamente e nella maniera migliore tutto ciò che le ha insegnato, si strappa il braccio destro e lo consegna a Claire; poco dopo la sua partenza Irene si trova di fronte Raffaella, la numero 5 inviata dall'Organizzazione per ucciderla in quanto ha disertato. Nel frattempo, proprio nel bel mezzo della foresta Claire incontra nuovamente Ophelia, la quale ancora non si rende ben conto d'essersi oramai tramutata in un orrido mostro. Dopo che lo spietato combattimento si sposta sulla riva d'un laghetto, eco che Ophelia riesce finalmente a vedere la propria immagine riflessa e, presa da furia incontrollabile, attacca l'avversaria. Usando il metodo di combattimento appena appreso da Irene, Claire è ora in grado di tenergli testa.                                            |                                     |                                 |
| 8  | La mascella dello Yoma 「魔女の顎門」 - Majo no agito | 28 aprile 2005 ISBN 4-08-873814-4   | 8 agosto 2006                   |
| 8  | Capitoli - 40. Le qualità per combattere 4 (闘う資格 Ⅳ?, Tatakau shikaku IV) - 41. La mascella dello Yoma 1 (魔女の顎門 Ⅰ?, Majo no agito I) - 42. La mascella dello Yoma 2 (魔女の顎門 Ⅱ?, Majo no agito II) - 43. La mascella dello Yoma 3 (魔女の顎門 Ⅲ?, Majo no agito III) - 44. La mascella dello Yoma 4 (魔女の顎門 Ⅳ?, Majo no agito IV) - 45. La mascella dello Yoma 5 (魔女の顎門 Ⅴ?, Majo no agito V) |                                     |                                 |
| 8  | Trama Sforzandosi di mantenere un barlume di umanità Ofelia prega Claire di ucciderla, cosicché possa morire serbando nell'anima ancor viva la propria coscienza e non il mostro in cui si è trasformata. Dopo la lotta la giovane Claymore abbandona l'Organizzazione per mettersi alla ricerca di Raki; in conseguenza di ciò viene inviata in missione Galatea con l'intento di scovarla. Giunta in una cittadina Claire riesce a stento a non farsi scoprire e ad evitare così il contatto con un gruppetto di 4 Claymore; ma all'approssimarsi della sera di quello stesso giorno una di esse oramai moribonda torna indietro: Claire la soccorre ed acconsente alla sua richiesta di andar ad aiutare le compagne fatte prigioniere. Nel frattempo all'interno d'una profonda grotta le tre Claymore vengono torturate con l'intento di farle risvegliare. Responsabile dell'atto criminoso è Riful, il cui braccio destro è Dauf; all'arrivo di Claire il gigante le si oppone e la travolge quasi, ma proprio quando tutto sembra oramai perduto viene tratta in salvo da Galatea. Il combattimento si fa cruento fino a quando, con l'arrivo della stessa Riful nella sua forma apparente di giovinetta, le Claymore vengono a sapere le motivazioni che l'hanno spinta ad un tal gesto. |                                     |                                 |
| 9  | Il purgatorio dell'abisso 「深き淵の煉獄」 - Fukaki fuchi no rengoku | 4 novembre 2005 ISBN 4-08-873878-0  | 7 ottobre 2006                  |
| 9  | Capitoli - 46. Il purgatorio dell'abisso 1 (深き淵の煉獄 Ⅰ?, Fukaki fuchi no rengoku I) - 47. Il purgatorio dell'abisso 2 (深き淵の煉獄 Ⅱ?, Fukaki fuchi no rengoku II) - 48. Il purgatorio dell'abisso 3 (深き淵の煉獄 Ⅲ?, Fukaki fuchi no rengoku III) - 49. Il purgatorio dell'abisso 4 (深き淵の煉獄 Ⅳ?, Fukaki fuchi no rengoku IV) - 50. La guerra del nord 1 (北の戦乱 Ⅰ?, Kita no senran I) - 51. La guerra del nord 2 (北の戦乱 Ⅱ?, Kita no senran II) |                                     |                                 |
| 9  | Trama Riful è una degli ex-numero 1 risvegliati e ha il comando sulle terre dell'Ovest; da un po' di tempo a questa parte il Signore del Nord Isley sta armando un esercito ed ella risponde di conseguenza assoldando quanti più risvegliati possibile. Accenna inoltre anche a Priscilla, il Risvegliato che tempo addietro decapitò Teresa; Claire chiede ulteriori informazioni, ma queste gli vengono negate a meno che la Claymore non riesca a colpire almeno una volta il Gran Abissale. Claire s'appresta a farlo ma Galatea la trattiene mandandola invece alla ricerca di Jean, l'unica prigioniera rimasta ancora in vita; quando la trova è già quasi completamente risvegliata, ma proprio grazie al soccorso prestatogli da Claire riesce con un enorme sforzo di volontà a tornare indietro. Poi tornano indietro per aiutare Galatea: Jeane infine riesce a vibrare il suo colpo speciale contro un attonito e tramortito Dauf il quale cade a terra gravemente ferito. A questo punto Riful lo porta in salvo e dopo aver detto che responsabile di tutta questa situazione è Easley il quale da un po' di tempo a questa parte si accompagna alla "donna con un corno sulla fronte" e si ritira; anche Galatea rinunzia a portare con sé Claire e se ne va. Poco dopo però le due guerriere vengono nuovamente rintracciate da Rubel e minacciate da Raffaela che lo accompagna: l'uomo propone a Claire e Jeane proprio una missione nelle terre del Nord. Una volta lì la Claymore ritrova le antiche compagne Miria, Denev ed Helen.                                                                                              |                                     |                                 |
| 10 | La guerra del nord 「北の戦乱」 - Kita no senran | 2 maggio 2006 ISBN 4-08-874103-X    | 6 dicembre 2006                 |
| 10 | Capitoli - 52. La guerra del nord 3 (北の戦乱 Ⅲ?, Kita no senran III) - 53. La guerra del nord 4 (北の戦乱 Ⅳ?, Kita no senran IV) - 54. La guerra del nord 5 (北の戦乱 Ⅴ?, Kita no senran V) - 55. La guerra del nord 6 (北の戦乱 Ⅵ?, Kita no senran VI) - 56. La guerra del nord 7 (北の戦乱 Ⅶ?, Kita no senran VII) - 57. L'assalto a Pieta 1 (ピエタ侵攻 Ⅰ?, Pieta shinkō I) |                                     |                                 |
| 10 | Trama Miria, in qualità di comandante in capo, dispone le 24 Claymore radunatesi in quel luogo freddo e nevoso in 5 squadre con se stessa, Veronica, Undin, Flora e Jean come capi d'ognuna. Poco dopo giungono nel capoluogo cittadino 3 esseri risvegliati che iniziano subito ad assalire e distruggere tutto; ma attraverso un ferreo e militaresco lavoro di gruppo le Claymore riescono ad eliminarli senza subire alcuna perdita. Poco lontano intanto è giunto anche Raki e qui incontra Priscilla mimetizzata in forma umana. Un giovane uomo, che sembra far da accompagnatore alla ragazza, si presenta ed invita Raki a casa propria. Una volta lì accetta di dar lezioni di scherma al ragazzo, rivelandogli al contempo il proprio nome, Easley. In seguito esce a si dirige ad incontrare il suo luogotenente Riccardo e gl'impartisce l'ordine d'inviar immediatamente tutti e 27 i risvegliati di cui dispone all'assalto di Pieta, la città in cui le Claymore han fatto il proprio quartier generale. Il combattimento ha inizio: le guerriere capitanate da Miria riescono a tener bene il passo contro l'aggressione nemica, ma presto la loro strategia viene stravolta dall'ingresso in campo dello stesso Riccardo: nella sua forma mutata di leone gigante uccide senza sforzo Veronica, Ondine e Flora, oltre ad infliggere una gravissima ferita allo stomaco a Jeane. |                                     |                                 |

## Volumi 11-20
| Nº | Titolo italiano Giapponese 「Kanji」 - Rōmaji | Data di prima pubblicazione            | Data di prima pubblicazione |
| Nº | Titolo italiano Giapponese 「Kanji」 - Rōmaji | Giapponese                             | Italiano                    |
| 11 | I consanguinei del Paradiso 「楽園の血族」 - Rakuen no ketsuzoku | 2 novembre 2006 ISBN 4-08-874281-8     | 6 marzo 2007                |
| 11 | Capitoli - 58. L'assalto a Pieta 2 (ピエタ侵攻 Ⅱ?, Pieta shinkō II) - 59. L'assalto a Pieta 3 (ピエタ侵攻 Ⅲ?, Pieta shinkō III) - 60. L'assalto a Pieta 4 (ピエタ侵攻 Ⅳ?, Pieta shinkō IV) - 61. L'assalto a Pieta 5 (ピエタ侵攻 Ⅴ?, Pieta shinkō V) - 62. I consanguinei del Paradiso 1 (楽園の血族 Ⅰ?, Rakuen no ketsuzoku I) - 63. I consanguinei del Paradiso 2 (楽園の血族 Ⅱ?, Rakuen no ketsuzoku II) |                                        |                             |
| 11 | Trama Riccardo aggredisce Miria e sta per ucciderla, mentre respinge facilmente gli assalti delle altre, quando interviene Claire la quale riesce addirittura ad amputargli un braccio; la Claymore è riuscita a risvegliare solamente la parte inferiore del proprio corpo ed ottiene in tal modo un aumento esponenziale della sua velocità. Infine, dopo aver ottenuto il Risveglio anche di entrambe le braccia, fa letteralmente a pezzi il Re Leone. Tuttavia Claire non sembra più esser in condizione di ritornare al suo status umano, questo almeno fino a quando non interviene Jeane che l'aiuta esattamente com'era stata aiutata lei stessa precedentemente proprio da Claire. L'orda di risvegliati ha però travolto le donne-guerriere e dopo la conquista di Pieta si suddividono in due gruppi, diretti rispettivamente ad Ovest e ad Est. Ad Ovest si trovano di fronte Riful e Dauf e vengono da questi sommariamente annientati; ad Est vengono invece distrutti tramite il "Risveglio controllato" di cui dispongono l'attuale Numero 1 dell'Organizzazione Alicia e sua sorella gemella Beth. Easley in persona intanto procede in direzione Sud, dove inizia a combattere contro Luisella, l'Abissale che controlla quelle terre. |                                        |                             |
| 12 | Insieme alle anime 「魂と共に」 - Tamashii to tomo ni | 4 aprile 2007 ISBN 978-4-08-874348-6   | 8 ottobre 2007              |
| 12 | Capitoli - 64. I consanguinei del Paradiso 3 (楽園の血族 Ⅲ?, Rakuen no ketsuzoku III) - 65. Insieme alle anime 1 (魂と共に Ⅰ?, Tamashii to tomo ni I) - 66. Insieme alle anime 2 (魂と共に Ⅱ?, Tamashii to tomo ni II) - 67. Insieme alle anime 3 (魂と共に Ⅲ?, Tamashii to tomo ni III) - 68. Contendenti 1 (抗しうる者 Ⅰ?, Kōshi-urumono I) - 69. Contendenti 2 (抗しうる者 Ⅱ?, Kōshi-urumono II) |                                        |                             |
| 12 | Trama Easley riesce quasi ad uccidere l'avversaria, ma quest'ultima riesce per un soffio a sfuggirgli; ferita, si trova presto di fronte Raffaella che la elimina spezzandogli la spina dorsale. Siamo a questo punto improvvisamente avanti nel tempo di ben 7 anni e la nuova numero 47, Clarice, va ad unirsi alle compagne nel Nord per una caccia al Risvegliato; tuttavia esse vengono rapidamente sopraffatte da un gruppo numeroso di questi mostri: mentre giacciono prive di sensi al suolo Miria, Helen e Denev giungono in loro soccorso. Altrove Claire prosegue la sua ricerca di Raki e, dopo aver trovato indizi sulla sua attuale posizione, chiede alle sue tre compagne di spostarsi assieme a lei in direzione delle terre del Sud. Presso l'Organizzazione, nel frattempo, a Clarice viene assegnato il compito di prendersi cura di Miata, la numero 4 che si trova ad esser estremamente instabile. Infine un gruppo di Claymore sotto la direzione di Audrey e Rachel impegnano Riful, riuscendo apparentemente dopo uno strenuo combattimento a mutilarla. |                                        |                             |
| 13 | Contendenti 「抗しうる者」 - Kōshi-urumono | 4 ottobre 2007 ISBN 978-4-08-874430-8  | 7 febbraio 2008             |
| 13 | Capitoli - 70. Contendenti 3 (抗しうる者 Ⅲ?, Kōshi-urumono III) - 71. Contendenti 4 (抗しうる者 Ⅳ?, Kōshi-urumono IV) - 72. Contendenti 5 (抗しうる者 Ⅴ?, Kōshi-urumono V) - 73. La piccola lama feroce (幼き凶刃 Ⅰ?, Osanaki kyōjin I) - Extra 1. Orgoglio di guerriera (戦士の矜持?, Senshi no kyōji) - Extra 2. La guerriera fantasma e la guerriera fanatica (幻影と凶戦士?, Gen'ei to kyō senshi) |                                        |                             |
| 13 | Trama Riful, rapidamente rigeneratasi, rende vani tutti i successivi sforzi per abbatterla intrapresi dalle Claymore; poco dopo giunge anche il gruppo di Claire che riesce a recuperare le ferite: Riful, in uno scambio di opinioni con la guerriera, rivela che l'attuale equilibrio di potere nel mondo intero è altamente instabile e che lei è arrivata fino a Sud per poter uccidere Easley, dopo aver saputo che questi ha sconfitto Luisella, ma ha dovuto invece vedersela con la fortissima Priscilla. Una volta che Audrey riprende i sensi Miria le chiede chiarimenti sullo stato attuale dell'Organizzazione. Altrove, attraverso l'allattamento al seno Clarice è in grado di pacificare lo stato altamente instabile di Miata; riesce così a tenerla sotto il proprio controllo: giunge un dispaccio dall'Organizzazione con l'ordine di dare la caccia alla traditrice Galatea, aiutata in ciò dalle avanzate capacità sensoriali di Miata. Le scene extra sono dei gaiden: nella prima Teresa incontra e uccide l'ex numero 1 Rosemary ora risvegliata, nella seconda viene descritto lo stretto rapporto intercorrente tra Miria e l'amica Hilda, e la sua esperienza di pre-Risveglio con Ophelia come antagonista. |                                        |                             |
| 14 | La piccola lama feroce 「幼き凶刃」 - Osanaki kyōjin | 2 maggio 2008 ISBN 978-4-08-874516-9   | 10 novembre 2008            |
| 14 | Capitoli - 74. La piccola lama feroce 2 (幼き凶刃 Ⅱ?, Osanaki kyōjin II) - 75. La piccola lama feroce 3 (幼き凶刃 Ⅲ?, Osanaki kyōjin III) - 76. La piccola lama feroce 4 (幼き凶刃 Ⅳ?, Osanaki kyōjin IV) - 77. La piccola lama feroce 5 (幼き凶刃 Ⅴ?, Osanaki kyōjin V) - Extra 3. Incontro al nord (北の邂逅?, Kita no kaikō) - Extra 4. Decisione senza ruggine (錆なき覚悟?, Sabinaki kakugo) |                                        |                             |
| 14 | Trama Miata e Clarice giungono alla città santa di Rawona, ove tentano d'infiltrarsi nonostante il divieto; il loro tentativo viene però scoperto da una pattuglia di guardia, ma vengono salvate da Sid che le conduce nel nascondiglio di Gark: i due uomini raccontano il fatto accaduto in mezzo a loro sette anni prima, quando una Claymore li ha aiutati ad eliminare un pericolosissimo Yoma. Attraverso ulteriori preziose informazioni ottenute da Sid, Clarice e Miata rintracciano l'oramai quasi del tutto cieca Galatea stabilitasi di nascosto all'interno d'una chiesa in sembianze di monaca. Poco dopo un Risvegliato di nome Agatha che si era tenuto celato per anni appare in città provocando il caos; Gark, Sid ed il resto dei soldati di Rawona provano con tutti i mezzi a loro disposizione di fermarla ma non sembrano esserne in grado. Intanto Miata, che ha trovato Galatea, si ostina a combatterla per le strade fino a quando incontrata Agatha non danno inizio ad una lotta a tre: ma neppure le due guerriere alleatesi paiono capaci di fermare il mostro. Anche Clarice appare impotente; fortunatamente Claire assieme alle compagne appaiono appena in tempo e col loro prezioso supporto le Claymore riescono ad abbattere il Risvegliato. Le due ultime scene extra sono gaiden: in una si vede il primo scontro tra Priscilla e Riccardo prima ch'ella unisse le proprie forze con quelle di Easley; nell'altra invece si vede Claire durante il periodo d'apprendistato prima dell'esame finale che gli ha assegnato un numero all'interno dell'Organizzazione. |                                        |                             |
| 15 | La storia della battaglia 「戦いの履歴」 - Tatakai no rireki | 4 dicembre 2008 ISBN 978-4-08-874597-8 | 8 luglio 2009               |
| 15 | Capitoli - 78. La storia della battaglia 1 (戦いの履歴 Ⅰ?, Tatakai no rireki I) - 79. La storia della battaglia 2 (戦いの履歴 Ⅱ?, Tatakai no rireki II) - 80. La storia della battaglia 3 (戦いの履歴 Ⅲ?, Tatakai no rireki III) - 81. La storia della battaglia 4 (戦いの履歴 Ⅳ?, Tatakai no rireki IV) - 82. La storia della battaglia 5 (戦いの履歴 Ⅴ?, Tatakai no rireki V) - 83. Lo spettro piangente della Terra 1 (大地の鬼哭 Ⅰ?, Daichi no kikoku I) |                                        |                             |
| 15 | Trama Agatha è stata uccisa dalle guerriere e Clarice decide di non portare a termine la missione omicida che gli è stata affidata; Miria suggerisce che Clarice e Miata rimangano nascoste a Rawona mentre il suo gruppo si dedica ad annientare l'Organizzazione: Galatea in un primo momento si dimostra abbastanza scettica, ma Miria rivela che quanto è venuta fino ad allora a conoscere sull'origine misteriosa e successiva presenza degli Yoma nel mondo, quindi anche sull'esistenza stessa dell'Organizzazione. La Terra è in realtà ben più grande di quanto supponessero e tutti loro vivono su una grande isola; ebbene, l'Organizzazione proviene direttamente da un Continente che si trova oltre il grande mare: essa ha qui condotto vari e ripetuti esperimenti tentando a più riprese di creare una specie di super-guerriero in grado di combattere le guerre che si svolgono nel continente originario che sta oltre l'oceano. Questo è suddiviso in due campi contrapposti, uno dei quali lotta a fianco di creature del tutto simili a draghi mentre l'altro composto dai creatori della tecnologia 'genetica' degli Yoma e che ha creato i risvegliati appositamente per combattere i draghi. Gli esperimenti che l'Organizzazione conduce sono quindi volti a cercar di dirigere sempre più a proprio favore coloro che han subito il Risveglio. Più tardi Claire viene a sapere da Sid che Raki è stato poco tempo prima in città accompagnato da una giovinetta, ma che si è diretto velocemente in viaggio verso Ovest: l'ormai giovane uomo tornato al suo villaggio natale uccide uno Yoma percepito dalla ragazzina, questo prima che possa intervenire la Claymore Lune - numero 6 della nuova generazione -, la quale però subito si ritira spaventata dalla giovane che si rivela essere Priscilla. La guerriera fa in tempo però a promettere a Raki di avvisare Claire d'averlo veduto se le capitasse d'incontrarla. La guerriera viene catturata da Riful e costretta a partecipare al risveglio di uno strano essere composto da Raffaella fusa con la gemella. A Rawona, Claire intende seguire le tracce di Raki ed il gruppo così si separa: Claire, Cinthya e Yuma a Ovest; Helen e Denev a Sud per visitare il luogo di nascita di quest'ultima. |                                        |                             |
| 16 | Lo spettro piangente della Terra 「大地の鬼哭」 - Daichi no Kikoku | 1º maggio 2009 ISBN 978-4-08-874668-5  | 13 gennaio 2010             |
| 16 | Capitoli - 84. Lo spettro piangente della Terra 2 (大地の鬼哭 Ⅱ?, Daichi no Kikoku Ⅱ) - 85. Lo spettro piangente della Terra 3 (大地の鬼哭 Ⅲ?, Daichi no Kikoku Ⅲ) - 86. Lo spettro piangente della Terra 4 (大地の鬼哭 Ⅳ?, Daichi no Kikoku Ⅳ) - 87. Lo spettro piangente della Terra 5 (大地の鬼哭 Ⅴ?, Daichi no Kikoku Ⅴ) - 88. Lo spettro piangente della Terra 6 (大地の鬼哭 Ⅵ?, Daichi no Kikoku Ⅵ) - 89. Lo spettro piangente della Terra 7 (Daichi no Kikoku Ⅶ?) |                                        |                             |
| 16 | Trama Luvr, apparso al cospetto del gruppo di Claire, si rivela essere una spia al servizio della parte avversaria all'Organizzazione nel Continente che sta conducendo oltretutto esperimenti in proprio; è proprio lui il responsabile dei tentativi di far sterminare le Claymore in difficilissime missioni suicide ed ha nascosto il fenomeno delle "risvegliate parziali" di cui è a conoscenza alla dirigenza superiore dell'Organizzazione. Egli infine racconta loro la missione in cui sono state coinvolte Lune e Raffaella proponendogli di andar ad aiutarle. Intanto Helen e Denev si trovano a dover salvar la vita a Dietrich che stava per soccombere in un combattimento contro un pericoloso Risvegliato: la guerriera numero 8 suggerisce che le due ex-Claymore la rapiscano per evitare cose ch'ella possa fare rapporto su di loro e riferire circa la presenza delle 'disertrici' all'Organizzazione (essendo del tutto incapace di mentire). Mentre si trovano tutte in cammino verso Sud sentono la presenza d'uno Yoki fortissimo che sta cercando di mimetizzarsi in mezzo agli umani nascosto all'interno d'una vicina città; lì giunte scoprono che Easley si è mascherato tra la popolazione: individuatele, preso da smania rabbiosa egli le attacca. Tuttavia viene interrotto a metà dello scontro da nuovi strani esseri antropomorfi in sembianze femminili con gli occhi cuciti e del tutto simili a zombie denominati "Divoratri di Abissali", creati appositamente dell'Organizzazione per dar una caccia spietata e senza tregua - ed esclusivamente attraverso l'olfatto - ad Easley. Dietrich riesce appena in tempo ad aiutare Helen e Denev a fuggire, così da rimanere in lontananza mute testimoni della morte di Easley, mangiato vivo da tali nuove forme demoniache. Le tre infine decidono di cambiar direzione e tornar sui loro passi per riunirsi al gruppo di Claire diretto ad Ovest. |                                        |                             |
| 17 | Artigli e zanne della memoria 「記憶の爪牙」 - Kioku no sōga | 4 novembre 2009 ISBN 978-4-08-874742-2 | 8 aprile 2010               |
| 17 | Capitoli - 90. Artigli e zanne della memoria 1 (記憶の爪牙 Ⅰ?, Kioku no sōga I) - 91. Artigli e zanne della memoria 2 (Kioku no sōga Ⅱ?) - 92. Artigli e zanne della memoria 3 (記憶の爪牙 Ⅲ?, Kioku no sōga Ⅲ) - 93. Artigli e zanne della memoria 4 (記憶の爪牙 Ⅳ?, Kioku no sōga Ⅳ) - 94. Artigli e zanne della memoria 5 (記憶の爪牙 Ⅳ?, Kioku no sōga Ⅳ) - 95. Artigli e zanne della memoria 6 (記憶の爪牙 Ⅵ?, Kioku no sōga Ⅵ) |                                        |                             |
| 17 | Trama Helen e Denev vanno incontro a Claire, mentre a Dietrich è affidato il compito di recapitare un messaggio a Miria e Galatea rifugiate a Rawona per informarle su dove si stiano dirigendo. Intanto il gruppo di Claire si scontra con Dauf e dopo una breve quanto cruenta battaglia che lascia Cinthya a terra ferita ma soccorsa da Yuma, Claire s'introduce nel nascondiglio di Riful; mentre quest'ultima viene distratta dalla fuga di Lune, l'ex-Claymore riesce ad intrufolarsi di nascosto all'interno del castello diroccato preso come base dai 2 Risvegliati e, guidata dallo Yoki potentissimo che sente vibrare tutt'attorno, finisce per trovarsi davanti a Raffaella e Luisella. Le due, attaccate per la schiena stanno per risvegliarsi definitivamente: Claire viene allora coinvolta in un profondo contatto mentale con le guerriere: si ritrova improvvisamente all'interno d'un mondo immaginario - rappresentazione della mente stessa di Raffaella - ove si trova a dover combattere una guerra tutta mentale. Dopo esser stata sconfitta, l'avversaria di Claire le dona tutti i propri ricordi, comprese le cose vissute e sperimentate da Raffaella negli ultimi sette anni; subito dopo le menti di Raffaella e Luisella si risvegliano come entità demoniache all'interno dell'enorme corpo così somigliante alla statua alata delle Dee gemelle. Contemporaneamente all'esterno Riful e Dauf vengono attaccati da Alicia e Beth accompagnate dalle "Divoratrici di Abissali" (impostate questa volta, dopo la fine di Easley, per dare la caccia e mangiarsi viva l'Abissale dell'Ovest). Dauf, che ha già perduto un braccio e una gamba, viene a stento tolto dalle bocche dei mostri e portato in salvo da Riful; Claire, raggiunta da Helen e Denev devono vedersela con filiazioni parassitarie fuoriuscite dal corpo mostruoso a doppio strato di cui ora sono fatte Raffaella e Luisella: infine durante la lotta contro Riful - già priva anche lei di una gamba e di un braccio - Beth viene ferita e si risveglia. |                                        |                             |
| 18 | I resti di Lautrec 「ﾛｰﾄﾚｸの灰燼」 - Rōtoreku no kaijin | 2 luglio 2010 ISBN 978-4-08-870038-0   | 9 dicembre 2010             |
| 18 | Capitoli - 96. I resti di Lautrec 1 (ﾛｰﾄﾚｸの灰燼 I?, Rōtoreku no kaijin I) - 97. I resti di Lautrec 2 (ﾛｰﾄﾚｸの灰燼 II?, Rōtoreku no kaijin II) - 98. I resti di Lautrec 3 (ﾛｰﾄﾚｸの灰燼 III?, Rōtoreku no kaijin III) - 99. I resti di Lautrec 4 (ﾛｰﾄﾚｸの灰燼 IV?, Rōtoreku no kaijin IV) - 100. I resti di Lautrec 5 (ﾛｰﾄﾚｸの灰燼 V?, Rōtoreku no kaijin V) - 101. I resti di Lautrec 6 (ﾛｰﾄﾚｸの灰燼 VI?, Rōtoreku no kaijin VI) |                                        |                             |
| 18 | Trama Raki si trova in una strana condizione, pur colpito da due parassiti che gli hanno trafitto il corpo non ne viene divorato e sembra quasi non subirne conseguenze eccessivamente negative; viene pertanto catturato dagli uomini dell'Organizzazione e fatto tenere in osservazione per i loro oscuri fini. Alicia, accorsa in aiuto di Beth, si risveglia anch'essa ed insieme attaccano Priscilla giunta proprio in quel momento. Con fare quasi annoiato quest'ultima spiega d'essere solamente di passaggio e senza alcun particolar interesse a quei due deboli esseri che si trova davanti: infine le uccide entrambe. Si volta poi anche contro Dauf e Riful, fino a che non compare Claire; la guerriera la riconosce immediatamente e s'infuria col desiderio disperato di combatterla, ma questa volta senza alcun risultato apprezzabile: non riesce difatti a risvegliarsi. Ogni suo sforzo viene abortito facendola tornare sempre alla primigenia forma umana; Denev lo interpreta come una maniera d'autocontrollo inconscia sviluppata da Claire dopo che Jeane ha sacrificato la propria vita per lei all'epoca del grande combattimento svoltosi a Pieta. Durante la loro ritirata questa volta ricevono l'aiuto insperato dei grossi parassiti cilindrici che gli coprono le spalle: le tre volano via mentre i mostriciattoli aggrediscono Priscilla. |                                        |                             |
| 19 | Abbracciando un miraggio 「幻影を胸に」 - Gen'ei o mune ni | 3 dicembre 2010 ISBN 978-4-08-870134-9 | 7 aprile 2011               |
| 19 | Capitoli - 102. I resti di Lautrec 7 (ﾛｰﾄﾚｸの灰燼 VII?, Rōtoreku no kaijin VII) - 103. I resti di Lautrec 8 (深ﾛｰﾄﾚｸの灰燼 VIII?, Rōtoreku no kaijin VIII) - 104. I resti di Lautrec 9 (悲ﾛｰﾄﾚｸの灰燼 IX?, Rōtoreku no kaijin IX) - 105. I resti di Lautrec 10 (ﾛｰﾄﾚｸの灰燼 X?, Rōtoreku no kaijin X) - 106. Abbracciando un miraggio 1 (幻幻影を胸に I?, Gen'ei o mune ni I) - 107. Abbracciando un miraggio 2 (幻影を胸に II?, Gen'ei o mune ni II) |                                        |                             |
| 19 | Trama Rimasta ferita a terra a causa dei parassiti, Yuma è curata con devozione da Cinthya mentre Dietrich accorsa copre loro le spalle. Priscilla intanto si lancia all'inseguimento del gruppo di Claire, ma viene presto intercettata da Dauf nella sua ultima e massima forma risvegliata; si trova in uno stato di autentica pazzia ed apparentemente molto più forte di prima, al punto da riuscir a gettar a terra Priscilla e riempirla di pugni. Qualcosa che teneva ben stretto nella sua mano sinistra scivola a terra; è la parte superiore del corpo ormai privo di vita di Riful. Ma sotto gli attacchi potenti di Dauf, che vuol così vendicarsi contro chi gli ha causato la perdita dell'amata, Priscilla riacquista di colpo tutti i suoi ricordi e la memoria perduta ritorna in superficie. Intanto si avvicina anche il "Distruttore", ovvero la statua mostruosa composta dai doppi corpi di Raffaella e Luisella intersecatisi in uno, il quale presto assume però (dopo che la prima più esteriore è stata annientata da Priscilla) una forma del tutto simile a quella d'un turbine composto da una massa tentacolare di corpi femminili che succhia via la vita da tutto ciò che tocca. Questa è la massa interna dello Yoki demoniaco dello statua ed ora uscito completamente in superficie: Claire pare se ne faccia volontariamente inglobare. |                                        |                             |
| 20 | Le vestigia degli artigli del demone 「魔爪の残滓」 - Masō no zanshi | 3 giugno 2011 ISBN 978-4-08-870241-4   | 12 ottobre 2011             |
| 20 | Capitoli - 108. Abbracciando un miraggio 3 (幻影を胸に III?, Gen'ei o mune ni III) - 109. Abbracciando un miraggio 4 (幻影を胸に IV?, Gen'ei o mune ni IV) - 110. Le vestigia degli artigli del demone 1 (魔爪の残滓 I?, Masō no zanshi I) - 111. Le vestigia degli artigli del demone 2 (魔爪の残滓 II?, Masō no zanshi II) - 112. Le vestigia degli artigli del demone 3 (魔爪の残滓 III?, Masō no zanshi III) - 113. Le vestigia degli artigli del demone 4 (魔爪の残滓 IV?, Masō no zanshi IV) |                                        |                             |
| 20 | Trama Miria, rotti infine gli indugi che fino ad allora la trattenevano, decide di dirigersi da sola contro l'Organizzazione; si sbarazza (ferendole soltanto) di tutte le guerriere che le si parano dinnanzi, fino a che non si trova a dover affrontare due giovinette addestrate alla stessa maniera di Alicia e Beth. Intanto Denev, Helen, Yuma, Cinthya e Dietrich sono tornate a Rawona, ma trovano la città devastata a causa dell'assalto di Yoma e Risvegliati; sembra che l'Organizzazione abbia organizzato l'attacco dei demoni come spedizione punitiva per l'aggressione subita da Miria. Dietrich racconta che la sua città natale subì la stessa sorte dopo che il governatore ebbe un'accesa discussione con un uomo vestito di nero. Anche Tabitha si unisce al gruppo e tutte assieme vanno incontro a Miria con l'intenzione di darle man forte. Lungo la strada salvano Anastasia da grossi risvegliati maschi e distruggono la vicina costruzione segreta ove ibridi maschi Yoma venivano prodotti. Dae prosegue nella realizzazione del suo progetto: far risorgere le tre migliori guerriere numero 1 delle passate generazioni. Appena informato del raid compiuto contro il centro di ricerca sperimentale per la produzione degli Yoma, chiama a raccolta tutte le guerriere e ordina loro di distruggere il gruppo di ribelli. |                                        |                             |

## Volumi 21-27
| Nº | Titolo italiano Giapponese 「Kanji」 - Rōmaji | Data di prima pubblicazione            | Data di prima pubblicazione        |
| Nº | Titolo italiano Giapponese 「Kanji」 - Rōmaji | Giapponese                             | Italiano                           |
| 21 | I cadaveri delle streghe 「魔女の屍」 - Majo no shikabane | 2 dicembre 2011 ISBN 978-4-08-870347-3 | 6 dicembre 2012                    |
| 21 | Capitoli - 114. I cadaveri delle streghe 1 (魔女の屍 Ⅰ?, Majo no shikabane I) - 115. I cadaveri delle streghe 2 (魔女の屍 Ⅱ?, Majo no shikabane II) - 116. I cadaveri delle streghe 3 (魔女の屍 Ⅲ?, Majo no shikabane III) - 117. I cadaveri delle streghe 4 (魔女の屍 Ⅳ?, Majo no shikabane IV) - 118. I cadaveri delle streghe 5 (魔女の屍 Ⅴ?, Majo no shikabane V) - 119. I cadaveri delle streghe 6 (魔女の屍 Ⅵ?, Majo no shikabane VI) |                                        |                                    |
| 22 | Artigli e zanne dell'abisso 「深淵の爪と牙」 - Shinen no tsume to kiba | 4 giugno 2012 ISBN 978-4-08-870434-0   | 7 marzo 2013                       |
| 22 | Capitoli - 120. Artigli e zanne dell'abisso 1 (深淵の爪と牙 Ⅰ?, Shinen no tsume to kiba I) - 121. Artigli e zanne dell'abisso 2 (深淵の爪と牙 Ⅱ?, Shinen no tsume to kiba II) - 122. Artigli e zanne dell'abisso 3 (深淵の爪と牙 Ⅲ ?, Shinen no tsume to kiba III) - 123. Artigli e zanne dell'abisso 4 (深淵の爪と牙 Ⅳ?, Shinen no tsume to kiba IV) - 124. Artigli e zanne dell'abisso 5 (深淵の爪と牙 Ⅴ?, Shinen no tsume to kiba V) - 125. Artigli e zanne dell'abisso 6 (深淵の爪と牙 Ⅵ?, Shinen no tsume to kiba VI)                                                   |                                        |                                    |
| 23 | Il sigillo del guerriero 「戦士の刻印」 - Senshi no kokuin | 4 dicembre 2012 ISBN 978-4-08-870557-6 | 11 luglio 2013 ISBN 978-8864206172 |
| 23 | Capitoli - 126. Artigli e zanne dell'abisso 7 (深淵の爪と牙 Ⅶ?, Shinen no tsume to kiba VII) - 127. Artigli e zanne dell'abisso 8 (深淵の爪と牙 Ⅷ?, Shinen no tsume to kiba VIII) - 128. Il sigillo del guerriero 1 (戦士の刻印 Ⅰ?, Senshi no kokuin I) - 129. Il sigillo del guerriero 2 (戦士の刻印 Ⅱ?, Senshi no kokuin II) - 130. Il sigillo del guerriero 3 (戦士の刻印 Ⅲ?, Senshi no kokuin III) - 131. Il sigillo del guerriero 4 (戦士の刻印 Ⅳ?, Senshi no kokuin IV)                                                                                                |                                        |                                    |
| 24 | L'armata infernale 「冥府の軍勢」 - Meifu no gunzei | 4 giugno 2013 ISBN 978-4-08-870688-7   | 12 dicembre 2013                   |
| 24 | Capitoli - 132. Il sigillo del guerriero 5 (戦士の刻印 Ⅴ?, Senshi no kokuin V) - 133. L'armata infernale 1 (冥府の軍勢 Ⅰ?, Meifu no gunzei I) - 134. L'armata infernale 2 (冥府の軍勢 Ⅱ?, Meifu no gunzei II) - 135. L'armata infernale 3 (冥府の軍勢 Ⅲ?, Meifu no gunzei III) - 136. L'armata infernale 4 (冥府の軍勢 Ⅳ?, Meifu no gunzei IV) - 137. L'armata infernale 5 (冥府の軍勢 Ⅴ?, Meifu no gunzei V) |                                        |                                    |
| 25 | La spada dell'abisso di tenebra 「やみわだの剣」 - Yamiwada no tsurugi | 4 dicembre 2013 ISBN 978-4-08-870858-4 | 11 settembre 2014                  |
| 25 | Capitoli - 138. L'armata infernale 6 (冥府の軍勢 Ⅵ?, Meifu no gunzei VI) - 139. La spada dell'abisso di tenebra 1 (やみわだの剣 Ⅰ?, Yamiwada no tsurugi I) - 140. La spada dell'abisso di tenebra 2 (やみわだの剣 Ⅱ?, Yamiwada no tsurugi II) - 141. La spada dell'abisso di tenebra 3 (やみわだの剣 Ⅲ?, Yamiwada no tsurugi III) - 142. La spada dell'abisso di tenebra 4 (やみわだの剣 Ⅳ?, Yamiwada no tsurugi IV) - 143. La spada dell'abisso di tenebra 5 (やみわだの剣 Ⅴ?, Yamiwada no tsurugi V)                                                                       |                                        |                                    |
| 26 | 「彼方からの刃」 - Kanata kara no yaiba | 4 giugno 2014 ISBN 978-4-08-880076-9   | 13 novembre 2014                   |
| 26 | Capitoli - 144. Una lama dall'aldilà 1 (彼方からの刃 Ⅰ?, Kanata kara no yaiba I) - 145. Una lama dall'aldilà 2 (彼方からの刃 Ⅱ?, Kanata kara no yaiba II) - 146. Una lama dall'aldilà 3 (彼方からの刃 Ⅲ?, Kanata kara no yaiba III) - 147. Una lama dall'aldilà 4 (彼方からの刃 Ⅳ?, Kanata kara no yaiba IV) - 148. Una lama dall'aldilà 5 (彼方からの刃 Ⅴ?, Kanata kara no yaiba V) - 149. Una lama dall'aldilà 6 (彼方からの刃 Ⅵ?, Kanata kara no yaiba VI) |                                        |                                    |
| 27 | Le guerriere dagli occhi d'argento 「銀眼の戦士たち」 - Gingan no senshi-tachi | 4 dicembre 2014 ISBN 978-4-08-880228-2 | 10 giugno 2015                     |
| 27 | Capitoli - 150. Le guerriere dagli occhi d'argento 1 (銀眼の戦士たち Ⅰ?, Gingan no senshi-tachi I) - 151. Le guerriere dagli occhi d'argento 2 (銀眼の戦士たち Ⅱ?, Gingan no senshi-tachi II) - 152. Le guerriere dagli occhi d'argento 3 (銀眼の戦士たち Ⅲ?, Gingan no senshi-tachi III) - 153. Le guerriere dagli occhi d'argento 4 (銀眼の戦士たち Ⅳ?, Gingan no senshi-tachi IV) - 154. Le guerriere dagli occhi d'argento 5 (銀眼の戦士たち Ⅴ?, Gingan no senshi-tachi V) - Finale. Le guerriere dagli occhi d'argento 6 (銀眼の戦士たち Ⅵ?, Gingan no senshi-tachi VI) |                                        |                                    |

## Capitoli non ancora pubblicati in formatotankōbon
- Extra capitolo 5.  (戦士黎明編?, Senshi reimei-hen)